# Anolis alumina
Espèce
Synonymes
- Chamaelinorops alumina (Hertz, 1976)

Statut de conservation UICN

 NT  : Quasi menacé
Anolis alumina est une espèce de sauriens de la famille des Dactyloidae. 

## Répartition
Cette espèce est endémique d'Hispaniola. Elle se rencontre dans le Sud-Est d'Haïti et dans le sud-ouest de la République dominicaine.

## Publication originale
- Hertz, 1976 : Anolis alumina, new species of grass anole from the Barahona Peninsula of Hispaniola. Breviora, no 437, p. 1-19 (texte intégral).